# Lianodiplosis taeniata
Lianodiplosis taeniata är en tvåvingeart som beskrevs av Fedotova 2006. Lianodiplosis taeniata ingår i släktet Lianodiplosis och familjen gallmyggor. Inga underarter finns listade i Catalogue of Life.